# Обществен комитет за екологична защита на Русе
Общественият комитет за екологична защита на Русе, съкратено ОКЕЗР, е първата от създадените в края на 80-те години на XX век неформални дисидентски групи в България.
Учредена е на 9 март 1988 година в Дома на киното в София след прожекцията на филма на Юри Жиров „Дишай“, посветен на екологичната катастрофа, надвиснала над Русе – градът е обгазяван от химическия комбинат в Гюргево, Румъния. В ръководството му от 33 души 20 са членове на Българската комунистическа партия, сред които има активни борци против фашизма (Венета Цветанова), деца на активни борци (Виолет Цеков, Христо Смоленов), членове на Централния комитет на БКП (Светлин Русев) и народни представители (Нешка Робева), включва се дори Соня Бакиш – съпругата на Станко Тодоров (председател на Народното събрание, бивш министър-председател и член на Политбюро на ЦК на БКП). За председател на Комитета е избран писателят Георги Мишев.
Идеята се ражда малко преди това, на неофициалната прожекция, последвана от срещи на кафе между Георги Мишев, Мария Желева и Желю Желев.
Скоро след това Георги Мишев и Соня Бакиш са изключени от БКП, а Станко Тодоров и Светлин Русев са отстранени от ЦК на БКП. „Избран на събранието за председател на комитета, на другия ден вече бях директор на водопад", спомня си първият председател Георги Мишев. На 23 март с.г. Тодор Живков изнася пред него надменен монолог, примесен с цинизми и откровени заплахи: „Тия комитети, вашите, не сме рекли – не сме ги попилели...“
Комитетът не успява да осъществи никаква дейност, тъй като ЦК на БКП и „Държавна сигурност“ принуждават учредителите му да се откажат от действия, въпреки че Юлската концепция на БКП вече разрешава на гражданите да създават неформални организации – дискусионни клубове, неполитически движения и др.